# آلفونسو دومینگس (بازیکن فوتبال اروگوئه‌ای)
آلفونسو دومینگس (اسپانیایی: Alfonso Domínguez‎؛ زادهٔ ۲۴ سپتامبر ۱۹۶۵) بازیکن فوتبال اهل اروگوئه بود.
از باشگاه‌هایی که در آن بازی کرده‌است می‌توان به باشگاه فوتبال ریور پلاته، باشگاه فوتبال پنیارول، و باشگاه فوتبال ناسیونال اشاره کرد.
وی همچنین در تیم ملی فوتبال اروگوئه بازی کرده‌است.